# Nikolaj Burobin
Nikolaj Burobin, född 25 maj 1937 i Pusjkino, Ryska SFSR, Sovjetunionen, är en före detta sovjetisk volleybollspelare.
Burobin blev olympisk guldmedaljör i volleyboll vid sommarspelen 1964 i Tokyo.